# Ben Thompson
Ben Thompson (ur. 2 listopada 1843 w Knottingley, zm. 11 marca 1884 w San Antonio) – rewolwerowiec z Teksasu, szeryf miasta Austin, hazardzista, kombatant po stronie Konfederacji przeciwko Unii, gdzie odniósł rany w bitwie nad Zatoką Galveston. Słynął z umiejętności strzeleckich. Zamordowany strzałami w plecy w wyniku wendety na tle zatargu międzymiejskiego, spowodowanego jego uśmierceniem lokalnego prominenta w San Antonio, właściciela lokalu, i po późniejszym pojawieniu się z powrotem w tym samym miejscu.

## Rys biograficzny
Pojawił się w Austin jako dziecko wiosną 1851, po wyemigrowaniu tamże jego rodziny z Anglii. Jako 15-letni chłopiec został zraniony po zatargu z rówieśnikiem o jego własne umiejętności strzeleckie.
Po wybuchu wojny secesyjnej zaciągnął się 16 czerwca 1861 do 2 pulki kawalerii Teksasu pod dowództwem pułkownika Johna (Rip) Forda. Brał udział w Bitwie nad Zatoką Galveston, w Teksasie, gdzie został ranny, i w konfederackiej klęsce pod La Fourche Crossing w sąsiednim stanie Luizjana.
26 listopada 1863 ożenił się z Catherine L. Moore, córką znanego biznesmena w Austin, Martina Moore’a.
W 1871 Dziki Bill Hickok zabił partnera Thompsona w hazardzie i prowadzeniu saloonu, Phila Coa'a, w kansaskim Abilene (dziś, 6-tys. miasteczka, w odróżnieniu od teksańskiego Abilene, z ponad 140 tys. w granicach miasta; w dniu Thompsona i Hickoka, teksańskiemu Abilene brakowało jeszcze bite 10 lat do momentu jego utworzenia). To Phil Coe zapoczątkował tę strzelaninę, strzelając wpierw bez potrzeby, a później, morderczo, w kierunku Hickoka. W dalszym jej wyniku, kiedy to już Hickok odpowiedział dwoma strzałami oddanymi w brzuch Coe'a, śmiertelnie raniąc go, również niechcący zastrzelił swojego zastępcę, policjanta Mike’a Williamsa, który właśnie przybył mu na pomoc w tym nieszczęśliwym momencie, wymachując pistoletem. Istnieją niesprawdzone przesłanki, że Ben Thompson zamierzał sprowokować zabójstwo „jankeskiego” szeryfa Hickoka w Abilene, według niepotwierdzonych wspomnień bandyty Johna Wesley Hardina.
Natomiast, znane cechy Thompsona z wypowiedzi osób jemu współczesnych: uczciwość, lojalność, hojność jak i skuteczność z rewolwerem w ręku, zapewniły mu dwie tury w roli szeryfa stolicy stanowej Austin. Po raz pierwszy wybrano go w grudniu 1880; ponownie, następnego listopada. Ponoć miał być najlepszym szeryfem w historii tego miasta do tamtej pory. W lipcu 1882, jeszcze jako szeryf, pokłócił się przy stoliku karcianym w mieście San Antonio, i zastrzelił, znaną miejscową osobistość i właściciela tego lokalu, Vaudeville Theatre, o imieniu Jack Harris. Oskarżony o morderstwo, zrzekł się stanowiska, pozostając w San Antonio do rozprawy sądowej. Po sensacyjnym przebiegu sprawy, został uniewinniony. Powrócił do Austin powitany tamże jako bohater, gdzie podjął na nowo życie zawodowego hazardzisty.
Jednak wieczorem 11 marca 1884 Thompson zuchwale powrócił do Vaudeville Theatre w San Antonio z towarzystwie przyjaciela Johna Kinga Fishera, zastępcy szeryfa hrabstwa Uvalde. Donos o ich pojawieniu się w San Antonio poprzedził ich i dosłownie w ciągu paru minut po wstąpieniu do lokalu obaj zostali zabici z zasadzki, strzałami w plecy. Sprawców nigdy nie oskarżono, nikogo nie pojmano. Władze lokalne San Antonio uważały, że morderstwa nie było, a zabójstwa te usprawiedliwiała obrona własna życia i mienia. Zatarg pomiędzy patriotami lokalnymi zarówno Austin i San Antonio na tym tle podobno jest nadal dociekany.